# Kanlaon Patera
La Kanlaon Patera è una struttura geologica della superficie di Io.